# Rain of Revolution
A Rain of Revolution (magyarul: A forradalom esője) a litván Fusedmarc dala, mellyel Litvániát képviselték a 2017-es Eurovíziós Dalfesztiválon, Kijevben. A dal az LRT által szervezett nemzeti döntőben nyerte el az eurovíziós indulás jogát.

## Eurovíziós Dalfesztivál
A dalt az Eurovíziós Dalfesztiválon a május 11-i második elődöntőben adták elő, fellépési sorrendben tizenhatodikként a Bulgáriát képviselő Kristian Kostov Beautiful Mess című dala után és az Észtországot képviselő Koit Toome és Laura Verona című dala előtt. Az elődöntőben a tizenhetedik, utolsó előtti helyen végeztek, így nem jutottak tovább a május 13-i döntőbe.
A következő litván induló Ieva Zasimauskaitė When We’re Old című dala volt a 2018-as Eurovíziós Dalfesztiválon.